# Pyrrhocorax
Pyrrhocorax is een geslacht van zangvogels uit de familie Corvidae (kraaien). 

## Kenmerken
De vogels uit dit geslacht hebben een geheel zwart verenkleed, een gele of rode snavel en rode poten. Ze hebben lange, brede vleugels en laten regelmatig indrukwekkende manoeuvres zien tijdens de vlucht. 

## Verspreiding en leefgebied
Dit geslacht komt voor van de Spaanse Pyreneeën, de Alpen en de Balkan tot in Centraal- en Zuidoost-Azië.

## Soorten
Het geslacht kent de volgende soorten:
- Pyrrhocorax graculus – Alpenkauw
- Pyrrhocorax pyrrhocorax – Alpenkraai